# Ден Луис
Данијел „Ден” Луис (енгл. Daniel "Dan" Lewis) измишљени је лик који је створио Крис Чибнал, а тумачио Џон Бишоп у британској научнофантастичној телевизијској серији Доктор Ху. Ден је био сапутник Тринаесте Докторке. Придружио се Јасмин Кан у Докторкином ТАРДИС-у док су се суочили са Флуксом, непредвиђеном претњом за саму структуру космоса.
Ден је живео једноставним животом у Ливерпулу пре него што је доспео у Докторкин свет. Остао је отворен и радознао и изазвао Карванисту када је одведен од куће у свемир. Занимали су га, пре свега, други људи. С друге стране, могао би бити мало неопрезан. На пример, Дајен је очигледно очекивала да ће закаснити на састанак, називајући га „Касниша Ден”.

## Биографија

### Живот у Ливерпулу
Дeн је рођен у знаку Овна, од Ајлин и Невила Луиса 1980. године. Када је одрастао, Ден је живео у округу Енфилд у Ливерпулу у Гренџеровој 37 и навијао за ФК Ливерпул. Отприлике 2006. Ден је био верен и требало је да се ожени. Међутим, два дана пре венчања, његова вереница се предомислила. Обавестила га је да „не може да поднесе да проведе остатак свог живота са [њим]” и да „мисли да може боље”. Ден ју је заиста волео. Након догађаја са сигурносним дроном почетком јануара 2021. Дену је пријатељ прочитао хороскоп који је предвиђао да ће он касније те године пронаћи изненађења, да ће плава боја и слово Д бити важни и да ће тринаест бити његов срећан број. Речено му је да буде спреман за акцију и да запамти да, без обзира на све, неће бити смак света. Пошто је његов пријатељ завршио, Ден је затворио задња врата свог Форд Трансита, окренуо се и насмејао се. Ден је волонтирао у банци хране у Џенинговој улици, али је одбио да понесе супу за себе када му је понуђена, иако није имао хране код куће. Ден је изненадио своју пријатељицу Дајен мршавим латеом док је одлазила са посла. Њих двоје су отишли у шетњу по Ливерпулу. Када га је питала зашто није ожењен, испричао јој је шта се догодило са његовом вереницом. Ден је редовно водио групе по Музеју Ливерпула у незваничном својству, противно жељи управе Музеја. Иако је Дајен имала близак лични однос са Деном, Алан му је запретио да ће му трајно забранити приступ локацији.

### Упознавање са Докторком
Током Ноћи вештица 2021. Ден је био у својој кући у Гренџеровој улици у Енфилду када је троје деце дошло да му тражи слаткише. Дао им је последње своје слаткише и они су отишли. Неколико секунди касније, један човек је дошао у Денов дом, такође тражећи слаткише. Ден га је одбио зато што је био пунолетан и зато што није био ни маскиран.
Касније те ноћи, Дена је отео Карваниста који је намеравао да га спасе од Флукса и одвео га на свој свемирски брод.
У међувремену, Тринаеста Докторка и Јасмин Кан су пратиле Карванистин траг до Денове куће, која је била смањена када су покренули технологију коју је тамо засадио. Доктор и Јаз су дошли да га спасу, сукобили су се са Карванистом и одвели Дена на Докторкин ТАРДИС.

### Криза Флукса
Докторка је пилотирала ТАРДИС-ом да испита Флукс за који је Карваниста тврдио да спашава Дена. Сила се окренула према броду и наставила да се приближава, а Ден се надао да су безбедни док су били запечаћени. Докторка је очајнички ослободила вртложну енергију док се Флукс приближавао, што је довело до тога да је тројац бачен кроз време до Кримског рата где су затекли Сонтаранце на месту Русије. Ден је затим поново бачен кроз време због енергије вртлога, нашао се назад у савременом Ливерпулу који су окупирали Сонтаранци.
Уз помоћ својих родитеља, Ден је побегао сонтараначким патролама и одлучио је да се убаци у сонтараначке бродове, наоружан само очевим воком. У свемирском броду је успоставио контакт са Докторком у прошлости, упозоравајући је на сонтараначке планове које је чуо на путу, а Карваниста га је спасио од сонтараначких стражара. Радећи заједно, организовали су уништење сонтараначке флоте временских бродова који су били постављени да нападну целу историју Земље и успели да побегну користећи резервни падобран.
Када се Докторка вратила, Ден је прихватио њену понуду да јој се придружи док је одлазила да пронађе Јаз. Били су преусмерени на планету Време где су их Рој и Азур чекали у храму Атропоса. Пар је открио Докторки и Дену да су ставили Јаз и Инстон-Ви Виндер на места двојице Можурија и припремили се да их изложе пуној сили времена. Докторка је гурнула Дена на Муријско постоље, док је она скочила на други и употребила свој сонични шрафцигер, заробивши Дена, Јаз, Виндера и себе у временској олуји. Заштићен у свом временском току од стране Докторке, Ден је поново проживео дан када је отишао у шетњу са Дајен и разговарао о својим прошлим везама. Међутим, Ден је приметио неке недоследности, као што је време које пролази у трептају ока. Врпољећи се из свог временског тока, Ден се нашао негде другде. Налетео је на Џозефа Вилијамсона док је бежао, иако није био сасвим сигуран од чега је бежао. Док је Ден био на сигурном, заробљен у сећању, Докторка је заменила несталог Мурија и безбедно вратио Дена у храм. Рој је Дену показао Дајен, коју је отео и заточио у облику путника. Виндер и касније Докторка су обећали да ће помоћи Дену да је спаси.
И Ден и Јаз су пажљиво управљали ТАРДИС-ом када је Докторка послала позив у помоћ о доласку Флукса. Ден је тада позвао Докторку, рекавши да је њему и Јаз потребна њена помоћ. Ден је касније са ужасом гледао како Уплакани анђео излази из Јазиног телефона и преузима контролу над ТАРДИС-ом.
Након што је Докторка поново покренула ТАРДИС да би се решила Уплаканог анђела, она, Ден и Јаз су стигли у село Медертон 21. новембра 1967. године. Док су помагали у потрази за несталом девојком по имену Пеги, Дена и Јаз је дирнуо још један Уплакани анђео и послат их назад у време у Медертон 1901. године. Касније им се придружио и професор Јустас Џерико, којег је такође додирнуо Уплакани анђео. Ден и Јаз, преко енергетске баријере која показује шта се дешавало 1967. године, били су сведоци како је Докторка окружена Уплаканим анђелима и претворена у једног пошто је позвана у Дивизију. Ден је морао да спречи Јаз да прође кроз енергетску баријеру да би дошла до Докторке јер би то довело до њене смрти.
Ден, Јаз и Џерико су провели три године током 1900-их пратећи упутства од Докторке која је оставила холографску поруку у Јазином џепу у случају да буду раздвојени, да пронађу трагове могуће предстојеће битке за Земљу. За то време, Ден је схватио да Јаз гаји романтична осећања према Докторки, иако нису разговарали о томе, а Јаз није знала да Ден зна. Године 1904. су сазнали да је датум будућег догађаја 5. децембар и консултовали су се са видовњаком за даље детаље који им је саветовао да „доведу свог пса”. Узимајући то као траг да контактирају Карванисту, отпутовали су до Кинеског зида где су насликали поруку довољно велику да је Лупар може видети из свемира 2021. године, тражећи од њега да дође да спасе Дена.
На броду који је напуштао Кину, напао их је мушкарац који је починио самоубиство радије него да га испитају и накратко су наишли на Џозефа Вилијамсона којег је Ден раније срео током временске олује. Схвативши да би Вилијамсонови тунели могли бити начин кретања кроз време, отпутовали су у Ливерпул и ушли у њих, поново пронашавши Вилијамсона који је објаснио да су његови тунели прошли кроз историју. На њихов шок, група Сонтаранаца је изненада упала у тунеле. Пошто је Јаз зауставила Сонтаранце тако што је отворила врата која воде у „смрт”, Ден, она, Џерико и Вилијамсон су прошли кроз врата 2021. где су упознали Кејт Стјуарт, вођу људског покрета отпора против окупације Сонтаранаца и поново су се ујединили са Докторком која је тренутно била подељена у три облика.
Ден је помогао Докторки са Јаз и Џерикоом да путује назад у 1967. да регрутује Клер Браун да помогне да се убаци у сонтараначке експерименте на видовњацима у Чилеу и спасе другу варијанту Докторке и Карванисту. Ден се касније поново нашао са Дајен пошто је Докторка спасла њу и Виндера од Роја и Азуровог путника. Пошто је Докторкин план да искористи Сонтаранце и Путника да сврате до Флукса успео, Ден, Јаз и она су се опростили од Карванисте, Кејт и Клер. Ден се састао са Дајен, међутим, због њеног искуства са Путником, она је одбила његову понуду да поново покушају да оду на пиће. Ден се тада сусрео са Докторком и Јаз које су му понудиле да им се придружи у ТАРДИС-у што је он са задовољством прихватио.

### После Флукса
Сада путујући из задовољства као тројац, Ден, Тринаеста Докторка и Јаз су отишли да виде пантомиму Пепељуге која је постала пустоловна пошто је Докторка покушала нешто током интервала да учини представу узбудљивијом, али је случајно призвала права варијанте различитих пантомимских ликова за позориште. Иако је Ден морао да се бори са капетаном Куком (док се Јаз борила са Крокодилом), Докторка је успела да исправи ствари користећи једну од три жеље из чаробне лампе и ствари су се вратиле у нормалу, омогућавајући путницима кроз време да буду сведоци друге половине праве представе. Ден је предложио Докторки да искористи другу од своје три жеље да поклони сладолед свој деци у публици.
Недељу дана пошто је Ден почео да путује са њом и Јаз, Докторка је покренула процес саморесетовања који је учинио њен ТАРДИС привремено неупотребљивим како би га очистила од Флуксових остатака. Као нежељена нуспојава, она и њени сапутници, укључујући Дена, постали су заробљени у временској петљи у ELF складишту у Манчестеру заједно са власницом зграде Саром и њеном евентуалном симпатијом Ником. Мали одред за погубљење Далека убацио се у зграду, покушавајући да пронађе и истреби Докторку, што је довело до тога да је група истребљивана изнова и изнова, сваки пут ресетујући временску петљу.
Током ових петљи, Ден је имао искрен разговор са Јаз, откривајући да је приметио да она гаји романтична осећања према Докторки. Када је то потврдила и рекла да „не зна шта да ради”, позвао ју је да каже своје мишљење Докторки, такође саветујући Докторку — за коју је знао да је свесна ових осећања — да престане да избегава разговор и да се претвара да је несвесна. На крају су смислили начин да побегну из зграде пре поноћи док су Далеке уништавали експлозивом у складишту.
Након тога, Докторка је поставила тројац у потрагу за изгубљеним благом Флор де ла Мар које их је одвело у Кину 1807. године, где је посада пирата Морских ђавола напала једно приобално село. Ден је одлутао са Јингом Кијем и на крају га је регрутовала краљица пирата Мадам Чинг да привремено постане део њене посаде. На крају, Ден, Ки и Чингова су се поново ујединили са Докторком и Јаз док су осујетили луду шему главног Морског ђавола да преплави целу Земљу, при чему је Ден користио мач Морског ђавола да убије пола туцета гусара Морског ђавола једним ударцем. Пошто се пустоловина завршила, Ден је скупио храбрости да позове Дајен која је признала да је и он њој недостајао.
Слетајући у 2022. годину, Докторка, Јаз и Ден су истраживали низ нестанака, наизглед усредсређених на обиласке духова у хали Хидра. Докторка и Ден су посетили салу и упознали њену власницу Веру Паркер док је Јаз отишла у лов на духове. Ден је примио телефонски позив од Јаз која је рекла да је затекла римску легионарску дружину у сали па су пожурили у дворану, откривши да је наизглед враћена у врхунско стање са указањима римских војника у близини. Како су се приближили, сала се вратила у нормалу, а на земљи су пронашли Јазин разбијени телефон и дечака Сиднија Бирда из 1942. године.
Док је Докторка стално гледала унаоколо, Ден је одвео Сида до Вере и из дечакових сећања на салу закључио да подрум можда држи неку врсту портала и отишао сам да истражује. Пронашао је портал са Докторком, Јаз и несталим људима на другој страни. Док је Докторка соницирала портал, Ден и Јаз јој помажу да све пређе, али портал се затворио пре него што им се придружила. Докторка је успела да га поново отвори и састане са њима.
У неком тренутку, Ден је добио кључ од ТАРДИС-а. Докторка је повела своје пријатеље да посете ивицу стварности, међутим, тамо се заразила психичким вирусом који их је избрисао. Пошто је уз помоћ Клео Проктор обновила људе које је вирус избрисао, Докторка је планирала да пронађе своје пријатеље.
Када је слетео на плажу за пикник са Докторком и Јаз, Ден је узео пар наочара за предвиђање будућности из Докторкиног ТАРДИС-а, помешавши их са редовним наочарама за сунце. Ове наочаре за предвиђање будућности довеле су га до тога да прво сведочи како се Јаз наводно дави док би она у стварности неколико минута касније покушавала да удари неке осе. Ден је тада видео човека како је умало пао са литице, што је био догађај на који је кренуо када је трчао до човека на ивици литице. Пошто је Докторка објаснила шта раде наочаре, Ден их је бацио на плажу, несвестан да су предвиђали да ће се путници кроз време ускоро борити са огромном осом.
Након тога, група је истраживала Вртове вечног лета на основу предосећаја Докторке. Када је побегао од групе огромних оса, као што су предвиделе наочаре за предвиђање будућности, Ден је накратко преузео заштиту од билинга коме је дао надимак Штрафта, али је делимично остарио у временској олуји када га је вратио у ТАРДИС. Докторка је касније открила да је чувар баште Јинпар вештачки премотавао време како би дуговечне становнике одржао у сталном летњем стању и убедио га је да заустави и врати Дена, а Штрафту је оставила са сада умиреним осама.
У неком тренутку, ТАРДИС је принудно слетео у стару лабораторију штаба УНИТ-а Трећег Доктора. Ден је у почетку остао у ТАРДИС-у док су Докторка и Јаз истраживале, али су касније изашли на време да би били присутни када се Докторка, која је патио од проблема са памћењем због временске кризе, сетила где је видела собу раније и схватила узрок својих проблема са памћењем.

### Одлазак
Након свог искуства блиске смрти током сусрета са Киберцрвима, Ден се осећао несигурно путујући ТАРДИС-ом и одлучио је да остане у Ливерпулу. Касније се састао са још једним бившим сапутником Грејамом О’Брајеном, где су се придружили групи подршке за друге људе који су путовали са Доктором, међу којима су били и Јаз, Ијан Честертон, Џо Грант, Теган Јованка, Мел Буш, Ејс и Кејт Стјуарт.